# Sabine Bloch
Sabine Bloch (* 2. Mai 1966 in Bonn) ist eine deutsche Diplomatin und seit 2022 Botschafterin der Bundesrepublik Deutschland in Peru. Von 2015 bis 2018 war sie Botschafterin in der Dominikanischen Republik.

## Leben
Sabine Bloch begann nach dem Abitur 1984 ein Studium im Fach Internationale Beziehungen an Universitäten in England und Italien, das sie 1989 mit einem Master of Science (M.Sc.) an der London School of Economics and Political Science (LSE) abschloss. Danach war sie ein Jahr lang zwischen 1989 und 1990 mit Unterstützung durch ein Robert-Schuman-Stipendium am Europäischen Parlament tätig.
1990 begann Sabine Bloch den Vorbereitungsdienst für den höheren Auswärtigen Dienst und war nach deren Abschluss 1992 zunächst im Auswärtigen Amt sowie danach zwischen 1993 und 1995 am Generalkonsulat in Mailand tätig, ehe sie von 1995 bis 1999 Verwendung im Pressereferat des Auswärtigen Amtes fand. Danach war sie zwischen 1999 und 2002 an der Botschaft in Argentinien tätig sowie daraufhin von 2002 bis 2005 als Ständige Vertreterin des Botschafters in Albanien.
Nach ihrer Rückkehr nach Deutschland war Sabine Bloch zwischen 2005 und 2009 stellvertretende Referatsleiterin im Auswärtigen Amt sowie von 2009 bis 2012 Ständige Vertreterin des Botschafters in Marokko, ehe sie zwischen 2012 und 2015 Referatsleiterin im Auswärtigen Amt war.
2015 wurde Sabine Bloch als Nachfolgerin von Victoria Zimmermann von Siefart außerordentliche und bevollmächtigte Botschafterin der Bundesrepublik Deutschland in der Dominikanischen Republik. Am 9. Oktober 2015 ist sie von dem Präsidenten der Dominikanischen Republik, Danilo Medina Sánchez, zur Überreichung ihres Beglaubigungsschreibens empfangen worden.
Seit dem 29. September 2022 ist Sabine Bloch Botschafterin der Bundesrepublik Deutschland in Peru.